# Muzułmanin

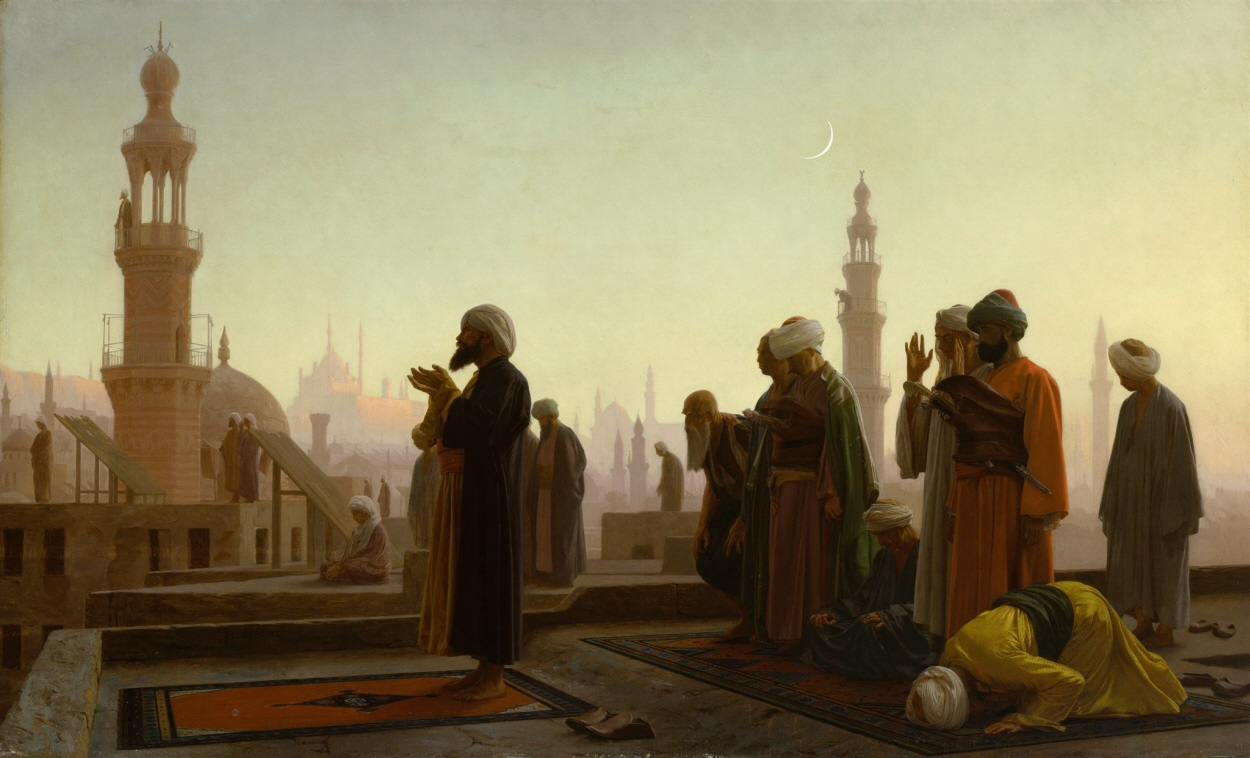
Modlitwa muzułmanów (salat) w Kairze (mal. J.-L. Gérôme, 1865)

Muzułmanin – wyznawca islamu, jednej z największych religii światowych. Islam, który powstał w VII wieku n.e. na Półwyspie Arabskim, opiera się na nauczaniach proroka Mahometa, uważanego przez muzułmanów za ostatniego proroka w szeregu proroków monoteistycznych, począwszy od Adama.

## Etymologia
Termin „muzułmanin” pochodzi od arab. ‏مسلم‎ (muslim), co oznacza „ten, który poddaje się [woli Boga]”. To pojęcie odzwierciedla centralny aspekt wiary muzułmańskiej, którym jest całkowite poddanie się woli Allaha, uznawanego za jedynego twórcę i suwerena wszechświata.
W języku arabskim, słowo „Islam” oznacza „poddanie się” i „uległość” i wywodzi się z tego samego korzenia co „muslim”, co podkreśla zasadniczą zasadę tej religii. Praktyka islamu zakłada, że muzułmanie żyją w harmonii z nakazami Boga, przestrzegając zasad i praktyk opisanych w Koranie oraz sunnie (tradycji proroka Mahometa). 

## Wierzenia
Podstawą wiary muzułmańskiej jest wiara w jednego Boga, Allaha, oraz w objawienia przekazane przez proroka Mahometa, które zostały zebrane w Koranie, świętej księdze islamu. Pięć filarów islamu – wyznanie wiary (szahada), modlitwa (salat), jałmużna (zakat), post w miesiącu Ramadan (saum) i pielgrzymka do Mekki (hadżdż) – stanowi podstawę praktyk religijnych muzułmanina.

## Kultura i społeczność

### Wpływ kulturowy
Muzułmanie przyczynili się do rozwoju wielu aspektów życia kulturalnego, w tym sztuki, architektury, muzyki, literatury, a także nauki i filozofii. W krajach islamskich rozwijały się unikatowe formy sztuki, w tym kaligrafia, ornamentyka i architektura meczetów, które stały się znaczącymi elementami dziedzictwa kulturowego.

### Różnorodność etniczna
Społeczności muzułmańskie są różnorodne i obejmują różne grupy etniczne i narodowości, od Arabów na Bliskim Wschodzie, przez Persów w Iranie, Turków w Anatolii, ludności w Azji Południowej, takich jak Pakistańczycy i Hindusi, aż po Malajów w Azji Południowo-Wschodniej i mniejszości muzułmańskie w Europie i Ameryce.

### Tradycje i praktyki
Mimo różnorodności, istnieją wspólne praktyki i tradycje, które łączą muzułmanów, takie jak modlitwy, święta religijne, takie jak Ramadan i Eid, oraz praktyki związane z jedzeniem, jak przestrzeganie zasad halalu. Te wspólne praktyki wzmacniają poczucie wspólnoty i tożsamości wśród muzułmanów na całym świecie.

### Wkład w naukę i edukację
Muzułmanie mieli znaczący wkład w rozwój nauk ścisłych, medycyny, matematyki i astronomii w średniowieczu. Ośrodki naukowe, takie jak Bagdad, Kordoba czy Samarkanda, były światowymi centrami wiedzy. Dziedzictwo intelektualne muzułmańskich uczonych, jak Al-Chwarizmi czy Ibn Sina (Awicenna), ma trwały wpływ na współczesną naukę.

## Muzułmanie a islamiści
Ważne jest rozróżnienie między muzułmaninem a islamistą. Islamista odnosi się do zwolennika islamizmu, doktryny politycznej, która może zawierać różne interpretacje i zastosowania zasad islamu w kontekście politycznym i społecznym. Islamizm nie jest zatem synonimem islamu jako religii, a większość muzułmanów nie identyfikuje się z ekstremistycznymi (terrorystycznymi) odłamami islamizmu. Większość muzułmanów praktykuje swoją wiarę w sposób, który jest zgodny z pokojowym współistnieniem i szacunkiem dla różnorodności kulturowej i religijnej. Błędne utożsamianie wszystkich muzułmanów z ekstremistycznymi postawami może prowadzić do nieporozumień i dyskryminacji.

## Współczesność i wyzwania
Współcześni muzułmanie angażują się w różne aspekty życia społecznego, kulturalnego, naukowego i politycznego. Ich wkład w rozwój globalnych społeczności jest znaczący, a dialog międzyreligijny i międzykulturowy odgrywa ważną rolę w promowaniu wzajemnego zrozumienia i pokoju.
Muzułmanie stoją również przed wyzwaniami, takimi jak konfrontacja ze stereotypami i nieporozumieniami dotyczącymi ich wiary. Wielu z nich angażuje się w działania edukacyjne i społeczne, mające na celu promowanie prawdziwego obrazu islamu i jego praktyk.